# Municipio de Santiago Pinotepa Nacional
El municipio de Santiago Pinotepa Nacional es uno de los 570 municipios en que se encuentra dividido el estado de Oaxaca, en México, localizado en su extremo suroeste, en la costa del océano Pacífico. Su cabecera es la ciudad de Santiago Pinotepa Nacional.

## Geografía
El municipio se encuentra localizado en el extremo suroeste del territorio oaxaqueño, en la costa del océano Pacífico y en la planicie costera al pie de las montañas de la Sierra Madre del Sur. Pertenece al distrito de Jamiltepec y a la región Costa. Tiene una extensión territorial de 807.276 kilómetros cuadrados que representan el 0.86% de la superficie total del estado; por lo que es uno de los municipios territorialmente más extensos.
Sus coordenadas geográficas extremas son 16°6′ - 16°29′ de latitud norte y 97°57′ - 98°20′ de longitud oeste, su altitud va de 0 a 800 metros sobre el nivel del mar.
Limita al oeste con el municipio de Santo Domingo Armenta, al noroeste con el municipio de San José Estancia Grande y el municipio de Santiago Llano Grande; al norte limita con el municipio de San Sebastián Ixcapa, el municipio de San Miguel Tlacamama y el municipio de San Pedro Jicayán; al noreste los límites corresponden al municipio de Pinotepa de Don Luis, el municipio de San Andrés Huaxpaltepec y al este con el municipio de Santa María Huazolotitlán. Al sur se encuentra bañado por el océano Pacífico.

## Demografía
De acuerdo con los resultados del Censo de Población y Vivienda realizado en 2010 por el Instituto Nacional de Estadística y Geografía; la población total del municipio de Santiago Pinotepa Nacional es de 50 309 habitantes, de los cuales 25 328 son hombres y 25 981 son mujeres.
La densidad de población asciende a un total de 62.32 personas por kilómetro cuadrado.

### Localidades
El municipio incluye en su territorio un total de 87 localidades. Las principales, considerando su población del censo de 2010, son:
| Localidad                  | Población |
| Total municipio            | 50 309    |
| Santiago Pinotepa Nacional | 29 604    |
| Collantes                  | 2 235     |
| El Ciruelo                 | 2 215     |
| Mancuernas                 | 1 825     |
| Santa María Jicaltepec     | 1 822     |
| Corralero                  | 1 735     |
| El Carrizo                 | 1 723     |
| Cerro de la Esperanza      | 949       |

## Política
El gobierno del municipio de Santiago Pinotepa Nacional se elige mediante el principio de partidos políticos, como en la gran mayoría de los municipios de México. El gobierno le corresponde al ayuntamiento, conformado por el presidente municipal, dos síndicos y el cabildo, integrado éste por trece regidores. Todos se eligen mediante voto universal, directo y secreto para un periodo de tres años, que pueden ser renovables para un periodo adicional inmediato.

### Representación legislativa
Para la elección de diputados locales al Congreso de Oaxaca y de diputados federales a la Cámara de Diputados federal, el municipio de Santiago Pinotepa Nacional se encuentra integrado en los siguientes distritos electorales:
Local
- Distrito electoral local de 22 de Oaxaca, con cabecera en Santiago Pinotepa Nacional.[4]

Federal
- Distrito electoral federal 9 de Oaxaca, con cabecera en Puerto Escondido.[5]